# Wim Hora Adema
Wilhelmina Remelia (Wim) Hora Adema (Huizum, 14 juli 1914 - Amsterdam, 10 december 1998) was een Nederlands journaliste, schrijfster en feministe.
Van 1948 tot 1968 had ze de leiding van de Vrouwenpagina van dagblad Het Parool, waaraan bekende persoonlijkheden meewerkten zoals Hella Haasse, Mies Bouhuys, Harriët Freezer, Lidya Winkel, Wina Born, Fiep Westendorp en later ook Hedy d'Ancona en Jeanne Roos. Een hoog creatief niveau ging gepaard met een emancipatorische inhoud, waarmee Wim Hora Adema het pad effende voor de tweede feministische golf.
Zij was samen met Hedy d'Ancona in 1972 oprichter van het feministische tijdschrift Opzij.